# Venturini
Venturini je priimek več znanih ljudi:
- Andreja Umek Venturini, vodja direktorata za znanost MIZŠ
- Domenico Venturini (1874—1968), slovensko-hrvaški zgodovinar in učitelj italijanskega rodu
- Fran Edvard Venturini (1882—1952), slovenski skladatelj in zborovodja
- Jožica Cetin Venturini (1906—1944), slovenska partizanska učiteljica
- Katarina Venturini (*1972), slovenska športna plesalka
- Oskar Venturini (1905—?), slovenski učitelj in javni delavec
- Peter Venturini (*1966), slovenski kemik
- Jean Venturini (1919—1940), francoski nadrealistični pesnik
- Serge Venturini (*1955), francoski pesnik